# Vanda Pignato
Vanda Guiomar Pignato (São Paulo, Brasil, 16 de febrero de 1963) es una abogada brasileña-salvadoreña, defensora de los derechos humanos, defensora de los derechos de la mujer y ex primera dama de El Salvador en el período que comprende 2009-2014.

## Biografía
Nació en São Paulo, Brasil, el 16 de febrero de 1963. Durante su gestión destacó como una de las funcionarias que trabajó en pro de mejorar las condiciones de vida de la mujer salvadoreña, en 2011 creó el programa Ciudad Mujer, el cual tenía por objetivo, garantizar la realización de una vida digna para las mujeres, con pleno respeto de sus derechos, de una manera integral. 
Su entonces esposo, el presidente Mauricio Funes, le asignó en 2009 el cargo de titular de la nueva Secretaría de Inclusión Social, cargo el  cual mantendría hasta 2019 al ser reasignada cuando dejó la presidencia Salvador Sánchez Cerén.
La ex primera dama Vanda Pignato ha denunciado que uno de los abogados que la defiende en los procesos en judiciales en su contra fue objeto de actos de intimidación por tres hombres que llegaron a su casa, haciéndose pasar por policías, y que además, habrían robado documentos y equipo electrónico.
Según la denuncia que Pignato, los tres hombres vestían uniformes de la PNC y portaban gorros navarone y dijeron que realizaban un allanamiento pero no presentaron la orden respectiva.
✔Abogados piden libertad para ex primera dama Vanda Pignato
“Quiero denunciar públicamente actos de intimidación, ataques y amenazas a mis abogados”, publicó la exesposa de Mauricio Funes.
La brasileña agregó que quiere “mandar un mensaje a esos que creen que con ese tipo de conducta van detener la labor de mis abogados en lograr justicia en mi caso”.
Pignato es procesada en el caso Saqueo Público, donde la Fiscalía la acusa de presuntamente haber lavado $162,000 de los $351 millones que según la Fiscalía, su exmarido Mauricio Funes y una treintena de personas más habrían sustraido de las cuentas de la presidencia. Funes es prófugo y está asilado en Nicaragua y enfrenta seis procesos judiciales por diversos actos de corrupción y negociaciones con pandilleros.
“Hago un enérgico llamado a Fiscal General @MelaraRaul y la PNC que investigue de oficio los ataques a mis abogados”, apuntó la exfuncionaria en X (Twitter).

La brasileña también es procesada por el delito de simulación de delito al haber denunciado ante la Fiscalía que alguien le falsificó su firma para comprar un vehículo, pero los investigadores comprobaron que si era su firma.
Ese vehículo fue vendido a Miguel Menéndez (Mecafé) por 60,000 dólares. Curiosamente él había comprado ese mismo vehículo, en febrero de 2010, por 100,000 dólares.
Según la denuncia pública que Pignato ha hecho llegar a la Procuraduría de Derechos Humanos, a la PNC y FGR, y Corte Suprema de Justicia, los falsos policías sustrajeron información digitalizada, equipo electrónico y documentos del proceso y se llevaron constancias de estudio de una hija del abogado.
“Esos ataques se dan en momentos en que hemos presentado denuncia en PDH, Habeas Corpus y diferentes escritos ante el juez de la causa y cuando estamos enfrentando con vigor al supuesto nuevo criteriado – testigo que colabora con la Fiscalía a cambio de beneficios penales. No es justo que nos jueguen sucio y con amenazas”, dijo Pignato en sus redes sociales y minutos más tarde su exesposo, Funes, también se unió a la condena desde su escondite en Nicaragua. “Este allanamiento y robo de documentos de la defensa en el caso Saqueo Público tiene todas las características de haber sido cometido por agentes de la PNC o del OIE, así como lo hicieron cuando llegaron a buscar a diputados del FMLN para intimidarlos, un día antes del 9F”, publicó el expresidente prófugo.

La Fiscalía presentó en la tarde del 29 de marzo la demanda por enriquecimiento ilícito contra el expresidente Mauricio Funes, ante la Cámara Segunda de lo Civil. En el proceso además ya estaba acusado Diego Funes, uno de los hijos del exfuncionario, pero la Fiscalía decidió imputar también a Vanda Pignato, la ex primera dama de la República, actual secretaria de Inclusión Social y presidenta del Instituto Salvadoreño para el Desarrollo de la Mujer (Isdemu).
El fiscal del caso, Andrés Amaya, dijo que la inclusión de Pignato obedece a que "no se ha establecido que ella haya percibido ingresos que le hayan permitido pagar deudas" que canceló en el periodo presidencial, y que superan los $45 mil dólares. En febrero pasado, la Corte Plena de la Corte Suprema de Justicia recibió de parte de la sección de Probidad un informe en el que se señalaba que en su declaración patrimonial de inicio de gestión, Funes no reportó deudas de créditos bancarios y de tarjetas de crédito adquiridas por Pignato que, más tarde, en la segunda mitad del quinquenio presidencial, fueron saldadas con depósitos mensuales superiores a los 1 mil dólares.
En un extracto de ese informe de la sección de Probidad al que tuvo acceso El Faro se explica el pago de un crédito que Pignato había adquirido con Citibank de El Salvador S.A. en 2005 y con fecha de vencimiento en agosto de 2017, pagadero por medio de 144 cuotas de $530.89.
Según Probidad: "La cónyuge del declarante, realizó abonos superiores a la cuota mensual del crédito por un monto mayor a $1,000.00 de la siguiente forma: un abono de 1,061.68 el 21 de diciembre de 2012, 12 abonos por $1,900 entre el 12 de marzo de 2013 y el 24 de enero de 2014 que totalizan $22,800.00, y el último realizado el 6 de marzo de 2014 por $1,320.00 totalizando $25,181.78, que le permitió cancelar el crédito 3 años, 5 meses previo al vencimiento del plazo; a pesar que el señor Funes Cartagena manifestó en sus declaraciones juradas de patrimonio, que su cónyuge no genera ingresos". 
Según Probidad, en el ejercicio de funciones de Funes, "se abonó un total de $46,871.72" a favor de las cuentas de la ex primera dama. 
En el juicio por enriquecimiento ilícito contra el expresidente y su grupo familiar, la Cámara inició el proceso el pasado 23 de febrero. El fiscal Amaya agregó que "el incremento no justificado de $728 mil se ha mantenido hasta la fecha". Sin embargo, esa cantidad podría aumentar porque la Fiscalía todavía no ha incluido en el valúo las 85 armas de fuego que el expresidente tiene registradas a su nombre. El Faro reveló que Funes llegó a tener hasta 92 armas registradas a su nombre y que actualmente tenía 86, aunque hoy Amaya dijo que era una menos de esa cantidad.
Funes ha acusado a la Sección de Probidad de la Corte Suprema de "rechazar arbitrariamente" las pruebas que presentó para intentar demostrar el origen de los fondos. A partir de ahora, Funes y su grupo familiar tienen 20 días para responder a la acusación. Además se agrega que fingió padecer cáncer para así evadir a la justicia.